# Ceratopsion palmatum
Ceratopsion palmatum är en svampdjursart som beskrevs av Hooper 1991. Ceratopsion palmatum ingår i släktet Ceratopsion och familjen Raspailiidae.
Artens utbredningsområde är havet kring Australien. Inga underarter finns listade i Catalogue of Life.